# Walcherhorn
 (mai 2021).
Le Walcherhorn est un sommet des Alpes bernoises, en Suisse, situé entre les cantons du Valais et de Berne, qui culmine à 3 692 m d'altitude.
Sommet de faible proéminence situé entre le Mönch et le Gross Fiescherhorn, il domine le glacier Eismeer  et le village de Grindelwald au nord et, au sud, le glacier Ewigschneefeld qui rejoint le glacier d'Aletsch.